# IC 3799
IC 3799 — галактика типу Scd () у сузір'ї Ворон.
Цей об'єкт міститься в оригінальній редакції індексного каталогу.